# Lista de pinturas de Gregório Lopes
Esta é uma lista de pinturas de Gregório Lopes (1490 - 1550), pintor régio de D. Manuel I e D. João III reis de Portugal.
Gregório Lopes foi um artista quinhentista introdutor do Maneirismo e representou o Renascimento evoluído em Portugal.Amava a pompa, o luxo, as cores quentes e cariciosas, o largo e vistoso decorativismo e possuía grande sentimento da composição.
| Imagem | Título                                                        | Data           | Coleção                                         | Localização                                                       | Gênero     | Descrito em |
| ------ | ------------------------------------------------------------- | -------------- | ----------------------------------------------- | ----------------------------------------------------------------- | ---------- | ----------- |
|        | Martyrdom of Saint Sebastian                                  | década de 1530 |                                                 |                                                                   | arte sacra |             |
|        | Virgin and child with angels                                  | 1638           |                                                 |                                                                   | arte sacra |             |
|        | Saint Lucy and Saint Agatha                                   | século XVI     |                                                 |                                                                   | arte sacra |             |
|        | Saint Margaret and Saint Mary Magdalene                       | século XVI     |                                                 |                                                                   | arte sacra |             |
|        | A Adoração dos Pastores                                       | século XVI     |                                                 |                                                                   | arte sacra |             |
|        | Aparição de Cristo à Virgem                                   | 1540           | Antigo Edifício da Agência do Banco de Portugal | Antigo Edifício da Agência do Banco de Portugal                   | arte sacra |             |
|        | Ascensão de Cristo                                            |                | Antigo Edifício da Agência do Banco de Portugal | Antigo Edifício da Agência do Banco de Portugal                   | arte sacra |             |
|        | Genealogia da Virgem                                          | 1540           | Antigo Edifício da Agência do Banco de Portugal | Antigo Edifício da Agência do Banco de Portugal                   | arte sacra |             |
|        | São João Baptista e São Jerónimo                              | século XVI     | Asilo de Invalidos Militares de Runa            | Asilo de Invalidos Militares de Runa                              | arte sacra |             |
|        | Última Ceia                                                   | século XVI     | Museu Diocesano de Santarém                     | Museu Diocesano de Santarém                                       | arte sacra |             |
|        | Visitação                                                     | década de 1520 | Museu Nacional Frei Manuel do Cenáculo          | Museu Nacional Frei Manuel do Cenáculo                            | arte sacra |             |
|        | Visitação                                                     | década de 1520 | Museu Nacional Frei Manuel do Cenáculo          | Museu Nacional Frei Manuel do Cenáculo                            | arte sacra |             |
|        | Tríptico do Bom Jesus de Valverde                             | 1544           | Museu Nacional Frei Manuel do Cenáculo          | Museu Nacional Frei Manuel do Cenáculo                            | arte sacra |             |
|        | Calvário                                                      | 1544           | Museu Nacional Frei Manuel do Cenáculo          | Museu Nacional Frei Manuel do Cenáculo                            | arte sacra |             |
|        | Adoração dos Pastores                                         | 1544           | Museu Nacional Frei Manuel do Cenáculo          | Museu Nacional Frei Manuel do Cenáculo                            | arte sacra |             |
|        | Ressurreição                                                  | 1544           | Museu Nacional Frei Manuel do Cenáculo          | Museu Nacional Frei Manuel do Cenáculo                            | arte sacra |             |
|        | Assunção da Virgem                                            | século XVI     | Museu Nacional da Música                        | Museu Nacional da Música                                          | arte sacra |             |
|        | Retábulo de Santos-o-Novo                                     | 1539           | Museu Nacional de Arte Antiga                   | Lisboa Convento de Santos-o-Novo                                  | arte sacra |             |
|        | Políptico do Convento do Paraíso                              | 1527           | Museu Nacional de Arte Antiga                   | Museu Nacional de Arte Antiga National Museum Poznań              | arte sacra |             |
|        | Visitação                                                     | 1527           | Museu Nacional de Arte Antiga                   | Museu Nacional de Arte Antiga                                     | arte sacra |             |
|        | A Visitação                                                   | década de 1520 | Museu Nacional de Arte Antiga                   | Museu Nacional de Arte Antiga                                     | arte sacra |             |
|        | Martírio de São Sebastião                                     | 1537           | Museu Nacional de Arte Antiga                   | Museu Nacional de Arte Antiga                                     | arte sacra |             |
|        | A Virgem, o Menino e Anjos                                    | década de 1530 | Museu Nacional de Arte Antiga                   | Museu Nacional de Arte Antiga                                     | arte sacra |             |
|        | Políptico da Capela do Salvador                               | 1520           | Museu Nacional de Arte Antiga                   | Convento de São Francisco da Cidade Museu Nacional de Arte Antiga |            |             |
|        | Adoração dos Reis Magos                                       | 1520           | Museu Nacional de Arte Antiga                   | Museu Nacional de Arte Antiga                                     | arte sacra |             |
|        | Apresentação do Menino no Templo                              | 1520           | Museu Nacional de Arte Antiga                   | Museu Nacional de Arte Antiga                                     | arte sacra |             |
|        | Menino Jesus entre os Doutores                                | 1520           | Museu Nacional de Arte Antiga                   | Museu Nacional de Arte Antiga                                     | arte sacra |             |
|        | Chegada das Relíquias de Santa Auta à Igreja da Madre de Deus | 1520           | Museu Nacional de Arte Antiga                   | Museu Nacional de Arte Antiga                                     | arte sacra |             |
|        | Casamento da Virgem                                           | 1527           | Museu Nacional de Arte Antiga                   | Museu Nacional de Arte Antiga                                     | arte sacra |             |
|        | Anunciação                                                    | 1527           | Museu Nacional de Arte Antiga                   | Museu Nacional de Arte Antiga                                     | arte sacra |             |
|        | Natividade                                                    | 1527           | Museu Nacional de Arte Antiga                   | Museu Nacional de Arte Antiga                                     | arte sacra |             |
|        | Adoração dos Reis Magos                                       | 1527           | Museu Nacional de Arte Antiga                   | Museu Nacional de Arte Antiga                                     | arte sacra |             |
|        | Apresentação do Menino no Templo                              | 1527           | Museu Nacional de Arte Antiga                   | Museu Nacional de Arte Antiga                                     | arte sacra |             |
|        | Morte da Virgem                                               | 1527           | Museu Nacional de Arte Antiga                   | Museu Nacional de Arte Antiga                                     | arte sacra |             |
|        | Fuga para o Egipto                                            | 1527           | Museu Nacional de Arte Antiga                   | Museu Nacional de Arte Antiga                                     | arte sacra |             |
|        | Santa Luzia e Santa Ágata                                     | 1527           | Museu Nacional de Arte Antiga                   | Museu Nacional de Arte Antiga                                     | arte sacra |             |
|        | Santa Margarida e Santa Maria Madalena                        | década de 1520 | Museu Nacional de Arte Antiga                   | Museu Nacional de Arte Antiga                                     | arte sacra |             |
|        | Anunciação                                                    | 1539           | Museu Nacional de Arte Antiga                   | Museu Nacional de Arte Antiga                                     | arte sacra |             |
|        | Adoração dos Pastores                                         | 1539           | Museu Nacional de Arte Antiga                   | Museu Nacional de Arte Antiga                                     | arte sacra |             |
|        | Adoração dos Reis Magos                                       | 1539           | Museu Nacional de Arte Antiga                   | Museu Nacional de Arte Antiga                                     | arte sacra |             |
|        | Cristo no Horto                                               | 1539           | Museu Nacional de Arte Antiga                   | Museu Nacional de Arte Antiga                                     | arte sacra |             |
|        | Enterro de Cristo                                             | 1539           | Museu Nacional de Arte Antiga                   | Museu Nacional de Arte Antiga                                     | arte sacra |             |
|        | Ressurreição de Cristo                                        | 1539           | Museu Nacional de Arte Antiga                   | Museu Nacional de Arte Antiga                                     | arte sacra |             |
|        | Anunciação                                                    | 1535           | Museu Nacional de Arte Antiga                   | Museu Nacional de Arte Antiga                                     | arte sacra |             |
|        | O Nascimento de São João Batista                              | década de 1530 | Museu Nacional de Arte Antiga                   | Museu Nacional de Arte Antiga                                     | arte sacra |             |
|        | Santa Apolónia e Santa Inês                                   | década de 1520 | National Museum Poznań                          | National Museum Poznań                                            | arte sacra |             |
|        | Santa Catarina e Santa Bárbara                                | década de 1520 | National Museum Poznań                          | National Museum Poznań                                            | arte sacra |             |

∑ 47 items.